# گیلورد (ویرجینیا)
گیلورد (به انگلیسی: Gaylord) یک منطقهٔ مسکونی در ایالات متحده آمریکا است که در شهرستان کلارک، ویرجینیا واقع شده‌است.